# Apanteles trifasciatus
Apanteles trifasciatus är en stekelart som beskrevs av Muesebeck 1946. Apanteles trifasciatus ingår i släktet Apanteles och familjen bracksteklar. Inga underarter finns listade i Catalogue of Life.